# Brasilsat–A2
A Brasilsat–A2 az első brazil, polgári, távközlési műhold.

## Küldetés
Feladata távközlési szolgáltatások biztosítása (adatátvitel [vétel-adás] – telefon, telex, televízió) Brazília területén. Társműholdja az Gstar 2 (amerikai).

## Jellemzői
Gyártotta a Spar Aerospace Company (Kanada). Üzemeltető a Brazil Telebsat Ügynökség.
Megnevezései: Brasilsat A2; Brasilsat 2; SBTS-2 (Sistema Barasilero de Telecommunicacoes por Satelite); COSPAR: 1986-026B; Kódszáma: 16650.
1986. március 2-án a Kourou Űrközpontból, az ELA2 jelű indítóállványról egy Ariane–3 (V17) hordozórakétával állították közepes magasságú Föld körüli pályára. Az orbitális pályája 1436,10 perces, 4,6 fokos hajlásszögű, elliptikus pálya perigeuma 35 781 kilométer, az apogeuma 35 793 kilométer volt.
A műhold a kanadai HS 376 licenc alapján készült. Második  eleme a brazil nemzeti Sistema Barasilero de Telecommunicacoes por Satelite (SBTS) hálózatnak.
Forgásstabilizált űregység. Hengeres test, átmérője 2,16, hossza 2,74 méter, teljes tömege 1195 kilogramm. Parabola (1,8 méter átmérő), és körsugárzó antennáival, telemetriai egységével segítette szolgáltatásának végzését. 24 C-sávos transzponderrel, 6 pótalkatrésszel működött. Teljesítménye 600 telefonvonal és 24 TV–csatorna. Üzemanyaga 311 kg hidrazin. Gázfúvókák közreműködésével segítette a stabilitást, és a pályaadatok tartását. Az űreszköz felületét napelemek borították (982 W), éjszakai (földárnyék) energiaellátását nikkel-kadmium akkumulátorok biztosították.